# Lake Delton
Lake Delton és una població dels Estats Units a l'estat de Wisconsin. Segons el cens del 2000 tenia 1.982 habitants.

## Demografia
Segons el cens del 2000, Lake Delton tenia 1.982 habitants, 897 habitatges, i 525 famílies. La densitat de població era de 123,6 habitants per km².
Dels 897 habitatges en un 18,4% hi vivien nens de menys de 18 anys, en un 46,6% hi vivien parelles casades, en un 9,1% dones solteres, i en un 41,4% no eren unitats familiars. En el 30,8% dels habitatges hi vivien persones soles el 10,6% de les quals corresponia a persones de 65 anys o més que vivien soles. El nombre mitjà de persones vivint en cada habitatge era de 2,15 i el nombre mitjà de persones que vivien en cada família era de 2,67.
Per edats la població es repartia de la següent manera: un 16,9% tenia menys de 18 anys, un 8,5% entre 18 i 24, un 25,2% entre 25 i 44, un 28,6% de 45 a 60 i un 20,8% 65 anys o més.
L'edat mediana era de 45 anys. Per cada 100 dones de 18 o més anys hi havia 85,6 homes.
La renda mediana per habitatge era de 34.951 $ i la renda mediana per família de 40.952 $. Els homes tenien una renda mediana de 31.680 $ mentre que les dones 23.990 $. La renda per capita de la població era de 19.834 $. Aproximadament el 5,4% de les famílies i el 9,9% de la població estaven per davall del llindar de pobresa.

## Poblacions més properes
El següent diagrama mostra les poblacions més properes.